# Evi Marandi
Evi Marandi, en grec moderne : Εύη Μαράντη, née le 7 août 1941 à Athènes en Grèce est une actrice grecque, naturalisée italienne. 

## Biographie
Fille de banquier, Evi Marandi fait ses études d'actrice à l'Actors Studio de New York,. Elle déménage en Italie, en 1961 où elle devient une actrice de série B et de film de genre.

## Filmographie
- 1959 : Laos kai Kolonaki (el) (Λαός και Κολωνάκι) de Yánnis Dalianídis
- 1959 : Oso yparhoun gynaikes (Όσο Υπάρχουν Γυναίκες) de Giorgos Papakostas (el)
- 1960 : La Vengeance des Barbares (La vendetta dei barbari) de Giuseppe Vari : Ameria, fiancée d'Athaulf
- 1961 : François d'Assise, de Michael Curtiz : une femme sarrasine (non créditée)
- 1961 : Totò l'Embrouille (Totòtruffa 62) de Camillo Mastrocinque
- 1961 : Les Horaces et les Curiaces (Orazi e Curiazi) de Ferdinando Baldi et Terence Young
- 1961 : Lions au soleil (Leoni al sole) de Vittorio Caprioli
- 1962 : Les Italiens et les Femmes (Gli italiani e le donne) de Marino Girolami
- 1963 : Gidget à Rome (Gidget Goes to Rome) de Paul Wendkos
- 1963 : La ballata dei mariti (it) de Fabrizio Taglioni (it)
- 1963 : Siamo tutti pomicioni (it) de Marino Girolami
- 1964 : Trois Dollars de plomb (Tre dollari di piombo) de Pino Mercanti
- 1964 : Deux Têtes folles (Paris When It Sizzles) de Richard Quine
- 1964 : Cover-girls de José Bénazéraf
- 1964 : Les Pistolets maudits de Dallas (Le maledette pistole di Dallas) de Pino Mercanti et José María Zabalza
- 1965 : La Planète des vampires (Terrore nello spazio) de Mario Bava
- 1965 : Deux Lurons sur la barricade (I figli del leopardo) de Sergio Corbucci
- 1965 : James Tont operazione U.N.O. de Bruno Corbucci
- 1965 : Fureur sur le Bosphore (Agente 077 dall'oriente con furore) de Sergio Grieco
- 1966 : Ischia operazione amore de Vittorio Sala
- 1966 : Bagarre à Bagdad pour X-27 (Il gioco delle spie) de Paolo Bianchini
- 1966 : Agent 3S3, massacre au soleil (Agente 3S3, massacro al sole) de Sergio Sollima
- 1966 : Un gangster revient de Brooklyn (Un gangster venuto da Brooklyn) d'Emimmo Salvi
- 1967 : Gringo, jette ton fusil (Gringo, getta il fucile!) de Joaquín Luis Romero Marchent : Margot D'Arcy
- 1967 : L'Homme de fer (Ironside) (série télévisée)
- 1967 : Dundee and the Culhane (en) (série télévisée)
- 1967 : Le Sac bleu de Jacques Pierre (court métrage télé)
- 1968 : Luana, fille de la jungle (Luana, la figlia della foresta vergine) de Roberto Infascelli : Isabel
- 1968 : Goldface (it) (Goldface - Il fantastico superman) de Bitto Albertini
- 1969 : Gli angeli del 2000 de Honil Ranieri
- 1971 : Homo eroticus de Marco Vicario
- 1974 : Il baco da seta de Mario Sequi